# Barczatka rymikola
Barczatka rymikola  (Eriogaster rimicola) – motyl z rodziny barczatkowatych. Gatunek prawdopodobnie wymarły i zanikły w granicach Polski.

## Wygląd
Ciało owłosione, masywne o ubarwieniu różowo-brunatnym, z mało widocznym deseniem na tułowiu. Rozpiętość skrzydeł od 34 do 46 mm. Zewnętrzna część przedniego skrzydła jaśniejsza. Skrzydła tylne bez rysunku. Przepasek brak. U obu płci na żyłce poprzecznej występuje biaława plamka w ciemnej obwódce o nieostrych brzegach. U samicy na końcu odwłoka znajduje się poduszeczka z gęstych, szaroczarnych włosków. Osobniki dorosłe żyją krótko. Gąsienice owłosione kępkami długich białych stojących włosów, żywią się liśćmi.
Okres lotu
Motyl pojawia się w okresie, od końca sierpnia do początku października, głównie na skrajach lasów liściastych oraz w sadach.
Rozród
Wydaje jedno pokolenie rocznie. Samica składa jaja pod koniec lata na gałązkach w złożach liczących kilkadziesiąt sztuk. Złoża jaj maskowane są warstwą włosków ze szczoteczki na końcu odwłoka samicy. Wiosną wylęgają się gąsienice, Larwy rozwijają się od wiosny do końca lata i następnie udają się na przepoczwarczenie, które następuje w kokonach poczwarka przeobraża się w imago pod koniec lipca. Gąsienice są żarłoczne, żerują gromadnie w gniazdach przypominających namioty.
Biotop
Gatunek preferujący zbiorowiska bogate w drzewa dębowe stanowiące pokarm gąsienicy – dąbrowy.
Samice motyla barczatki rymikola  można pomylić z samicą barczatki kataks.

## Zasięg występowania
Gatunek rozmieszczony w Europie z wyjątkiem krajów skandynawskich, Anglii, Portugalii. W Polsce występował na południowo-zachodnim i środkowym obszarze kraju.

## Rośliny żywicielskie
podstawowe
Gąsienice odżywiają się liśćmi dębu.

## Ochrona
Gatunek chroniony.

## Zagrożenia
Zagrożenie dla tego gatunku stanowi chemiczne zwalczanie szkodników na przylegających polach uprawnych, jak również wiosenne wypalanie traw na nieużytkach.